# W32H
W32H（だぶりゅーさんにーえいち）は、日立製作所（カシオ日立モバイルコミュニケーションズ）が開発し、KDDIおよび沖縄セルラー電話の各auブランドで販売されたCDMA 1X WINの携帯電話である。

## 概要
W32Sとともに、EZ FeliCa、au ICカードに初対応する機種である。ステレオ対応のマイク付きイヤホンやPCからの楽曲が転送出来るソフトなどが付属し、SD-Audioに対応するなど音楽面に特化したものとなっているが、日立製端末では初めてPCサイトビューアーやEZ・FMなどのサービスにも対応するなど機能面も充実している。

## 沿革
- 2005年（平成17年）9月9日 - 順次発売。
- 2006年（平成18年）3月 - 販売終了。
- 2012年（平成24年）7月22日 - L800MHz帯（旧800MHz帯・CDMA Bandclass 3）によるサービスの停波によりそれ以降は利用不可となる。

## 対応サービス
- PCサイトビューアー
- PCドキュメントビューアー
- EZ「着うたフル」 - お試しコンテンツとして安藤裕子の「さみしがり屋の言葉達」がプリセットされている。この楽曲は本人も出演したW32HのCMソングとして放映されていた。
- EZ「着うた」
- EZ・FM
- EZ FeliCa
- EZナビウォーク
- EZ助手席ナビ
- EZチャンネル
- EZ・FM
- SD-Audio(セキュアAAC)
- SD-Video
- 安心ナビ

## 不具合
- 2008年3月18日発表の不具合（W32H、W41CA、W41H）
  - 長い入力文字列を漢字に変換、確定した後に発話キーで確定を取り消すと、電源が落ちる。

この不具合は「ケータイアップデート」で修正が可能。

## その他
「run for money 逃走中」で過去利用されていた。